# Miguel Muñoa Pagadizabal
Miguel Paciente Muñoa Pagadizabal, conocido como Miguel Muñoa, Miguel Muñoa o Muñoa'tar Mikel (San Sebastián, 11 de septiembre de 1868 - San Juan de Luz, 7 de diciembre de 1953) fue un filántropo español considerado uno de los precursores en la promoción de la enseñanza en lengua vasca.
Muñoa está considerado actualmente como uno de los precursores de la enseñanza primaria en lengua vasca y por tanto, precursor de las modernas ikastolas. Aunque se considera que la primera ikastola fue la creada por Resurrección María de Azkue en Bilbao en 1897; lo cierto es que le siguió en antigüedad la Euskal Ikastetxea fundada por Muñoa en San Sebastián en 1917. La escuela de Muñoa tuvo además continuidad y funcionó razonablemente bien durante dos décadas hasta que fue clausarada por las autoridades franquistas en 1936.
Muñoa no era un filólogo como Azkue ni un pedagogo, era un hombre de negocios bien situado, simpatizante del nacionalismo vasco y euskaltzale (amante del euskera), que decidió llevar a cabo una labor filantrópica con la fundación de una escuela primaria gratuita en la que la enseñanza se realizase en lengua vasca, siendo la primera iniciativa privada en este sentido. Muñoa realizó una labor de mecenazgo sobre la institución fundada por él a cargo de cuyos costes corría.
Tras una experiencia piloto que patrocinó en 1914, en 1917 fundó la Euskal-Ikastetxea en el convento de los carmelitas de San Sebastián, al frente de la dirección de la escuela se puso José María Eguino y Trecu, que sería el futuro obispo de Santander entre 1928 y 1961.
Para llevar a cargo su idea Muñoa se apoyó en diferentes instituciones religiosas, primero en las carmelitas y a partir de 1920 en los claretianos. Al final de su existencia la ikastola llamada Koruko Andre Mariaren Ikastetxea (Escuela Virgen del Coro) contaba con tres edificios docentes, uno para párvulos, otro para niños de primera enseñanza y uno para niñas de primera enseñanza, que permitían a jóvenes donostiarras de clase humilde una escolarización básica en su lengua materna.
Sin embargo, el estallido de la guerra civil española y la caída de San Sebastián en manos del bando nacional, llevaron al cierre de la escuela. El propio Muñoa, conocido nacionalista vasco, se vio obligado a huir de la ciudad y exiliarse en el País Vasco Francés. Muñoa falleció en el exilio en 1953 con 85 años de edad.
En 1983, a petición de antiguos alumnos de la escuela de Muñoa, el ayuntamiento de San Sebastián decidió dar el nombre de Plaza Miguel Muñoa a la plazoleta donde se habían ubicado las escuelas fundadas por Muñoa.